# Oberndorf bei Raabs
Oberndorf bei Raabs ist eine Ortschaft und eine Katastralgemeinde der Stadtgemeinde Raabs an der Thaya im Bezirk Waidhofen an der Thaya im niederösterreichischen Waldviertel mit 181 Einwohnern (Stand 1. Jänner 2024).

## Geografie
Die historisch bedeutende Stelle am Zusammenfluss von Mährischer und Deutscher Thaya, an der sich die Burg Raabs befindet, ist auch die Stelle des Dorfes südwestlich von Raabs, mit dem es baulich verbunden ist. Von der durch den Ort führenden Landesstraße L52 kann man im Ort über die L8068 nach Oberpfaffendorf und über die L8053 nach Lindau abzweigen. Zur Ortschaft zählen weiters die Siedlung Linde sowie die Hahnmühle und die Reismühle, die beide von der Deutschen Thaya angetrieben wurden. Am 1. April 2020 umfasste die Ortschaft 104 Adressen.

## Geschichte
Die an der Burg Raabs gelegene Siedlung hieß früher Raabs. Erst nach der Anlage eines neuen Marktes im Tal der Thaya, wurde das obere Dorf zu „Raabs ober dem Markte“ und schließlich zu Oberndorf. Die hiesigen Kleinbauern und Bürger übten zahlreiche Berufe aus, wie es im Umfeld eines Herrschaftssitzes nötig war. Nennenswert waren die Textilindustrie mit einer Niederlassung der Schwechater Baumwollspinnerei, für die hier im Jahr 1761 über 700 Verlagsarbeiter tätig waren, sowie die Raabser Brauerei, in der bis 1910 Bier gebraut wurde.
Im Jahr 1822 wurde der Ort als Dorf mit 58 Häusern genannt, das nach Raabs eingepfarrt war, wohin auch die Kinder eingeschult wurden. Die Herrschaft Raabs besaß die Ortsobrigkeit, übte die Landgerichtsbarkeit aus und besorgte die Konskription. Die Untertanen und Grundholde des Ortes gehörten der Herrschaft und der Pfarre Raabs.
Laut Adressbuch von Österreich waren im Jahr 1938 in der Ortsgemeinde Oberndorf ein Bäcker, ein Fleischer, zwei Gastwirte, zwei Gemischtwarenhändler, ein Glaser, drei Maler, zwei Schmiede, ein Schneider und eine Schneiderin, ein Schuster, zwei Tischler, ein Wagner, ein Zementwarenerzeuger und einige Landwirte ansässig. Beim Ort gab es auch eine Ziegelei. Seit 1849 bildete Oberndorf mit Lindau eine eigene Gemeinde. Im Rahmen der Niederösterreichischen Kommunalstrukturverbesserung schloss sich diese Gemeinde per 1. Jänner 1970 der Stadtgemeinde Raabs an der Thaya an.

## Siedlungsentwicklung
Zum Jahreswechsel 1979/1980 befanden sich in der Katastralgemeinde Oberndorf bei Raabs insgesamt 111 Bauflächen mit 69.862 m² und 89 Gärten auf 72.328 m², 1989/1990 gab es 113 Bauflächen. 1999/2000 war die Zahl der Bauflächen auf 200 angewachsen und 2009/2010 bestanden 160 Gebäude auf 343 Bauflächen.

## Bodennutzung
Die Katastralgemeinde ist landwirtschaftlich geprägt. 469 Hektar wurden zum Jahreswechsel 1979/1980 landwirtschaftlich genutzt und 82 Hektar waren forstwirtschaftlich geführte Waldflächen. 1999/2000 wurde auf 465 Hektar Landwirtschaft betrieben und 87 Hektar waren als forstwirtschaftlich genutzte Flächen ausgewiesen. Ende 2018 waren 458 Hektar als landwirtschaftliche Flächen genutzt und Forstwirtschaft wurde auf 85 Hektar betrieben. Die durchschnittliche Bodenklimazahl von Oberndorf bei Raabs beträgt 32,4 (Stand 2010).

## Persönlichkeiten
- Franz Hofer, Brauereibesitzer, Bürgermeister und Abgeordneter zum Nö. Landtag